# ウルトラマンZOFFY ウルトラの戦士VS大怪獣軍団
『ウルトラマンZOFFY ウルトラの戦士VS大怪獣軍団』（ウルトラマンゾフィー ウルトラのせんしブイエスだいかいじゅうぐんだん）は、歴代のウルトラシリーズの作品を再編集した劇場公開作品。1984年3月17日公開、松竹富士配給。

## 概要
宇宙警備隊隊長であり、ウルトラ兄弟の長兄であるゾフィーをストーリーテラーに、『ウルトラQ』から『ウルトラマン80』までの名勝負を紹介する。ゾフィーの声を『ウルトラマン』最終回（第39話）以来、17年ぶりに浦野光が演じている。
登場する怪獣・宇宙人はバルタン星人に始まり、キングジョー、ガラモン、ババルウ星人など、全部で36体におよぶ。登場に際し、一部の怪獣・宇宙人の鳴き声や光線の発射音が変更されているほか、最期の描写や倒され方も本編とは異なる怪獣がいる。当時、『ワールドプロレスリング』の実況で人気があった古舘伊知郎（当時・テレビ朝日アナウンサー）が怪獣やウルトラマンの戦いを実況する場面や、ピグモンが『ウルトラQ』に登場した可愛らしい怪獣を紹介する場面もある。新規に人間のセリフが追加されている。
本作品において帰ってきたウルトラマンに「ウルトラマンジャック」という名前が設定され、以降の作品でもこの名前で呼ばれるようになった。
作中には、『ウルトラマンタロウ』第34話の、ウルトラ6兄弟が次々とウルトラマンボールから出ると同時に自らの名前を名乗るシーンがあるが、そこで、ゾフィーが「ジャック」、ジャックが「ゾフィー」と名乗るミスがある。
配給収入は1億5500万円。

## 登場ウルトラマン
- ゾフィー
- ウルトラマン
- ウルトラセブン
- ウルトラマンジャック（帰ってきたウルトラマン）
- ウルトラマンA
- ウルトラマンタロウ
- ウルトラマンレオ
- アストラ
- ウルトラマン80
- ユリアン
- ウルトラの父
- ウルトラの母
- ウルトラマンキング

## 登場怪獣・宇宙人
- 宇宙忍者 バルタン星人
- 宇宙ロボット キングジョー
- 灼熱怪獣 ザンボラー
- ロボット怪獣 クレージーゴン
- 冷凍怪獣 ギガス
- 彗星怪獣 ドラコ
- どくろ怪獣 レッドキング（二代目）
- 古代怪獣 ゴモラ
- 地底怪獣 パゴス
- 冷凍怪獣 ペギラ
- 誘拐怪人 ケムール人
- 海底原人 ラゴン
  - 海底原人 巨大ラゴン
- 宇宙忍者 バルタン星人（二代目）
- 怪獣酋長 ジェロニモン
- 謎の円盤
- 友好珍獣 ピグモン
- 隕石怪獣 ガラモン
- コイン怪獣 カネゴン
- モグラ怪獣 モングラー
- 人工生命 M1号
- 脳波怪獣 ギャンゴ
- 宇宙恐竜 ゼットン
- 兄怪獣 ガロン
- 弟怪獣 リットル
- 合体怪獣 プラズマ
- 合体怪獣 マイナズマ
- 暗黒星人 ババルウ星人
  - にせアストラ
- 策略星人 ペダン星人
- 分身宇宙人 ガッツ星人
- 宇宙大怪獣 ベムスター
- 暗殺宇宙人 ナックル星人
- 用心棒怪獣 ブラックキング
- 殺し屋超獣 バラバ
- 大蟻超獣 アリブンタ
- 地底エージェント ギロン人
- 火山怪鳥 バードン
- 宇宙大怪獣 ムルロア
- 極悪宇宙人 テンペラー星人

## 声の出演
- ゾフィー - 浦野光
- ウルトラマン - 堀内賢雄
- ウルトラセブン、ペダン星人、ギロン人 - 小滝進
- ウルトラマンエース - 佐藤弘
- ウルトラマンタロウ - 桜本昌弘
- バルタン星人二代目、テンペラー星人 - 広瀬正志
- ピグモン - 栗葉子
- カネゴン、M1号 - 白川澄子
- アナウンサー - 古舘伊知郎（テレビ朝日アナウンサー〈当時〉）
- ナレーター - 矢島正明

## スタッフ
- 企画・製作 - 円谷皐
- プロデューサー - 宇川清隆、円谷皐
- 脚本・構成 - 藤島浩一郎、安井尚志、金田益実、平野靖士
- 音楽 - 宮内国郎、冬木透
- 総編集 - 浦岡敬一
- 撮影 - 大岡新一
- 制作協力 - 円谷エンタープライズ
- 監督 - 高野宏一

## 主題歌
「ウルトラマンゾフィー」
作詞 - 谷のぼる / 作曲・編曲 - 菊池俊輔 / 歌 - 近藤光子、コロムビアゆりかご会
「ウルトラマン物語」
作詞 - 谷のぼる / 作曲・編曲 - 冬木透 / 歌 - 水木一郎、コロムビアゆりかご会

## 映像ソフト化
シリーズ40周年作品『ウルトラマンメビウス&ウルトラ兄弟』の公開を記念し、2006年9月13日にDVDが発売された。また、シリーズ45周年を記念した「ウルトラシリーズ45周年記念 メモリアルムービーコレクション 1966-1984　DVD-BOX」にも収録されている。